# Nicolai Habbe
Nicolai François Habbe (8. april 1827 i København – 11. november 1889 i Sydney, Australien) var en dansk maler. Nicolai Habbe var søn af en russisk konsul i Helsingør, senere legationssekretær i Napoli François George Habbe og Marie Elisabeth Tegner.
Habbe begyndte at besøge Kunstakademiet i København i 1839, blev 1843 elev af Modelskolen og vandt i december 1846 den lille sølvmedalje for tegning efter den levende model. Nicolai Habbes værker kan minde om Wilhelm Marstrands, idet han havde lært meget af Marstrands stil. I 1851 vandt han den Neuhausenske Præmie for opgaven: Reservesoldater paa Marche (Frederiksborgmuseet) og var han i Italien i 1859-60. Habbe bosatte han sig permanent i Australien i 1875, hvor han hovedsagelig virkede som dekorations- og glasmaler. 

## Ekstern henvisning
- Nicolai Habbe på Kunstindeks Danmark/Weilbachs Kunstnerleksikon

- Wikimedia Commons har flere filer relateret til Nicolai Habbe